# جزيرة غريفسوالدر

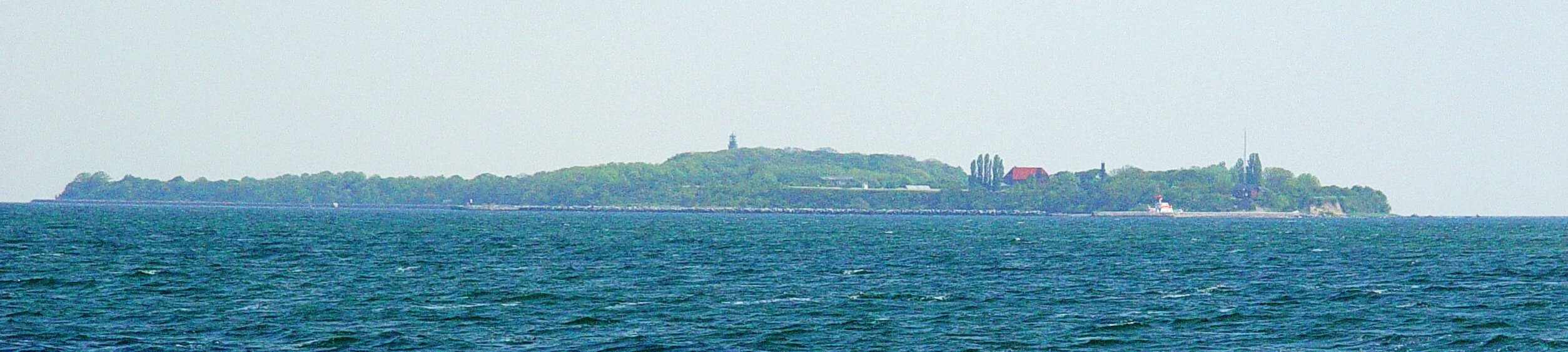
جزيرة غريفسوالدر 2004

جزيرة غريفسوالدر، (Greifswalder Oie) هي جزيرة صغيرة في بحر البلطيق، وتقع شرق روغن على الساحل الألماني. تغطي الجزيرة مساحة حوالي 54 هكتارًا.

## الجغرافيا
يبلغ طول غريفسوالدر حوالي 1550 متراً وعرضها 570 متراً كحد أقصى وعلى المنحدرات على الجانب الشرقي لها ، ويصل ارتفاعها إلى 19 متراً. يقع على بعد حوالي 12 كم من شاطئ أوزدروم وينتسب إدارياً إلى بلدية كروسلين في البر الرئيسي. على الجزيرة ، مع ساحلها شديد الانحدار ، هي منارة بارتفاع 49 متر مع واحدة من أقوى منارات في بحر البلطيق. الجزيرة بأكملها هي محمية طبيعية.
وقد تشكلت خلال العصر الجليدي الأخير، من خلال العديد من الترسبات الجليدية من الدول الاسكندنافية. على Oie ما مجموعه ثلاث مراحل مختلفة الترسب واضحة ، بحيث يمكن العثور على الصخور الناشئة في أجزاء مختلفة من الدول الاسكندنافية في الجزيرة.